# Cas comitatiu
El cas comitatiu, també conegut com a cas associatiu és un cas gramatical que denota companyia i que seria l'equivalent a dir en català "en companyia de", "juntament amb" i d'altres combinacions. Trobem aquest cas en finès. hongarès i en estonià. Aquest cas és igualment observable en llengües d'altres famílies lingüístiques tals com el japonès i moltes llengües aborígens australianes, on és utilitzat molt sovint per a formar noms de lloc i de llengües.

## Estonià
En estonià, el cas comitatiu en singular es forma afegint el sufix '-ga' al cas genitiu:
- nina (nominatiu: nas) → nina (genitiu: de nas) → ninaga (comitatiu: amb un nas)
- koer (nominatiu: gos) → koera (genitiu: de gos) → koeraga (comitatiu: amb un gos)

Afegint així mateix els sufixos '-de' i '-ga' al cas partitiu singular, en el cas que sigui plural, fent així primer un plural genitiu i després afegint el sufix comitatiu:
- leht (nominatiu: fulla) → lehte (partitiu: fulla) → lehtede (genitiu: de fulles) → lehtedega (comitatiu: amb fulles)
- kass (nominatiu: gat) → kassi (partitiu: gat) → kasside (genitiu: de gats) → kassidega (comitatiu: amb gats)

En estonià el cas comitatiu és també emprat per denotar quan una cosa s'utilitza com a implement- kirvega (amb destral / utilitzant una destral) o també per parlar sobre el mitjà de transport laevaga (amb barca).

## Finès
En finès, el comitatiu és poc habitual i es fa servir molt rarament en llengua parlada. El sufix -ne s'utilitza sol només quan és un atributiu d'una altra paraula. Si no és així, s'ha d'afegir un sufix possessiu addicional (-ne+en, e.g. suurine vuorineen "amb les seves grans muntanyes"). En la llengua literària, el comitatiu expressa únicament possessió o atributs.
En les expressions que corresponen a les estonianes anteriorment citades, en finès es fa servir el cas adessiu ex. lehdillä "amb fulles" o laivalla "amb barca". La idea d'estar en companyia d'algú s'expressa normalment amb la postposició kanssa, que regeix cas genitiu, ex. tyttö koiran kanssa "la noia amb el gos". En finès parlat existeix la postposició kaa, que amb pronoms s'arriba a abreviar en un clític -nkaa.